# Diario di una sedicenne
Diario di una sedicenne è il primo album della cantante italiana Donatella Moretti, pubblicato nel 1963.

## Il disco

Donatella Moretti e Loredana Ognibene nel 1963 ai tempi della loro collaborazione

Pubblicato ad un anno dal debutto della Moretti, il disco è un concept album che racconta i pensieri e gli amori di una ragazza adolescente.
Tutte le canzoni sono scritte da Loredana Ognibene, diplomata in pianoforte, madre del batterista Filippo Mignatti e compagna di scuola della cantante; gli arrangiamenti sono curati da Ennio Morricone.
La copertina del disco, apribile, raffigurava l'attrice Valeria Ciangottini nei panni dell'adolescente protagonista del disco.
Dall'album venne tratto il 45 giri Quando vedrete il mio caro amore/Matrimonio d'interesse, che ottenne molto successo; inoltre l'anno successivo Non temere venne utilizzata come lato B de La legge dell'amore e Ti chiedo scusa di Ogni felicità.
Da ricordare anche Mille gocce piccoline oltre alla già citata Matrimonio d'interesse, che venne censurata per il testo dalla Rai.

## Tracce

### Lato A
1. Mille gocce piccoline - 2'02"
2. Le stelle in mano - 2'13"
3. Santi di cioccolata - 2'09"
4. Non temere - 3'15"
5. Ti chiedo scusa - 2'14"
6. Nessuno sa - 2'34"

### Lato B
1. Matrimonio d'interesse - 2'16"
2. Quando vedrete il mio caro amore - 3'46"
3. Uno solo - 2'42"
4. Non me ne importa niente della gente - 2'42"
5. Non puoi avere scordato - 2'43"
6. Passeranno - 2'52"